# Нікітін Михайло Федорович
Михайло Федорович Нікітін (1914—2000) — підполковник Радянської Армії, учасник придушення Угорської революції 1956 року, Герой Радянського Союзу (1956).

## Біографія
Михайло Нікітін народився 21 січня 1914 року у селі Логіново Троїцької волості Клинського повіту Московської губернії (нині — Солнечногорський район Московської області). Після закінчення шести класів школи працював у промартілі. У 1936 році Нікітін був призваний на службу у Робітничо-селянську Червону Армію. У 1938 році він закінчи військово-політичне училище. Брав участь у радянсько-фінській та Великій Вітчизняній війнах. У 1944 році Нікітін закінчив Харківське танкове училище. До осені 1956 року гвардії підполковник Михайло Нікітін командував танковим батальйоном 37-го гвардійського танкового полку 2-ї гвардійської механізованої дивізії Особого корпусу радянських військ на території Угорської Народної Республіки.
Під час боїв з угорськими повстанцями у Будапешті батальйон Нікітіна знищив близько 20 вогневих точок, захопив велику кількість зброї та боєприпасів.
Указом Президії Верховної Ради СРСР від 18 грудня 1956 року за «мужність та відвагу, проявлені при виконанні військового обов'язку» підполковник Михайло Нікітін був удостоєний високого звання Героя Радянського Союзу з врученням ордену Леніна та медалі «Золота Зірка» за номером 10815.
У 1959 році Нікітін закінчив курси «Постріл». У 1960 році він був звільнений у запас. Проживав у місті Електросталь Московської області.
Помер 23 жовтня 2000 року, похований на кладовищі «Тиха Роща» у Електросталі.
Був також нагороджений орденами Вітчизняної війни 1-го ступеню та Червоної Зірки, рядом медалей.